# Seznam alexandrijských řeckých ortodoxních patriarchů
Toto je seznam alexandrijských patriarchů řecké ortodoxní (melchitské) církve po chalkedonském koncilu r. 451, kdy došlo k rozkolu mezi těmi, kdo učení koncilu přijali (řečtí ortodoxní – melchité a těmi, kdo učení nepřijali (tzv. monofyzité), z nichž se stala tzv. koptská církev, která měla od roku 536 svého patriarchu.

## Seznam alexandrijských řeckých ortodoxních patriarchů po roce 451
- Proterius (452–457)
- Timotheos II. Eluros (457–460)
- Timotheos III. (460–475)
- Petros III. Mongos (477)
- Timotheos III. (znovu) (477–482)
- Jan I. (482)
- Petros III. Mongos (znovu) (482–489)
- Athanasius II. (489–496)
- Jan II. (496–505)
- Jan III. (505–516)
- Dioskoros II. (516–517)
- Timotej IV. (517–535)
- Theodosios (535–536)
- Pavel (537–540)
- Zoilus (541–551)
- Apollinarius (551–569)
- Jan IV. (569–579)
- Eulogius I. (581–607)
- Theodor (607–609)
- Svatý Jan V. (610–619)
- Georgios I. (621–631)
- Kyros Alexandrijský (631–643)
- Petros IV. (643–651)
- Theodor II. (koadjutor)
- Petros V. (koadjutor)
- Petros VI. (koadjutor)
- Theophylactus (koadjutor)
- Onopsus (koadjutor)
- Kosmas I. (727–768)
- Politianus (768–813)
- Eustatius (813–817)
- Kryštof I. (817–841)
- Sophronius I. (841–860)
- Michael I. (860–870)
- Michael II. (870–903)
- Christodoulus (907–932)
- Eutychius (932–940)
- Sofronios Alexandrijský (941)
- Isaac (941–954)
- Job (954–960)
- Elias I. (963–1000)
- Arsenius (1000–1010)
- Theophilus (1010–1020)
- Georgios II. (1021–1051)
- Leontius (1052–1059)
- Alexandr II. (1059–1062)
- Jan VI. (1062–1100)
- Eulogius
- Sabbas
- Cyril II.
- Theodosius II.
- Sophronius III. (1116–1171)
- Elias II. (1171–1175)
- Eleutherius (1175–1180)
- Marek III. (1180–1209)
- Mikuláš I. (1210–1243)
- Řehoř I. (1243–1263)
- Mikuláš II. (1263–1276)
- Athanasius III. (1276–1316)
- Řehoř II. (1316–1354)
- Řehoř III. (1354–1366)
- Niphon (1366–1385)
- Marek IV. (1385–1389)
- Mikuláš III. (1289–1398)
- Řehoř IV. (1398–1412)
- Mikuláš IV. (1412–1417)
- Athanasius IV. (1417–1425)
- Marek V. (1425–1435)
- Philotheus (1435–1459)
- Marek VI. (1459–1484)
- Řehoř V. (1484–1486)
- Jáchym (1486–1567)
- Silvester (1569–1590)
- Meletius I. (1590–1601)
- Cyril III. (1601–1620)
- Gerasimus I. (1620–1636)
- Metrophanes (1636–1639)
- Nicephorus (1639–1645)
- Joannicius (1645–1657)
- Paisius (1657–1678)
- Parthenius I. (1678–1688)
- Gerasimus II. (1688–1710)
- Samuel (1710–1712)
- Kosmas II. (1712–1714)
- Samuel (znovu) (1714–1723)
- Kosmas II. (znovu) (1723–1736)
- Kosmas III. (1737–1746)
- Matouš (1746–1766)
- Cyprián (1766–1783)
- Gerasimus III. (1783–1788)
- Parthenius II. (1788–1805)
- Theophilus III. (1805–1825)
- Hierotheus I. (1825–1845)
- Artemios (1845–1847)
- Hierotheus II. (1847–1858)
- Callinicus (1858–1861)
- Jakub (1861–1865)
- Nicanor (1866–1869)
- Sophronius IV. (1870–1899)
- Photios (1900–1925)
- Meletios II. (1926–1935)
- Mikuláš V. (1936–1939)
- Kryštof II. (1939–1966)
- Mikuláš VI. (1968–1986)
- Parthenius III. (1987–1996)
- Petros VII. (1997–2004)
- Theodoros II. (od 2004)